# Condado de Pinal
O Condado de Pinal (em inglês:  Pinal County) é um dos 15 condados do estado americano do Arizona. A sede e maior cidade do condado é Florence. Foi fundado em 1 de fevereiro de 1875 e o seu nome provém das Montanhas Pinal (em castelhano:  piñal, "pinhal").
O condado possui uma área de 13 919 km², dos quais 13 897 km² estão cobertos por terra e 22 km² por água, uma população de 375 770 habitantes, e uma densidade populacional de 27 hab/km² (segundo o censo nacional de 2010). É o terceiro condado mais populoso do Arizona, e o segundo condado que, em 10 anos, teve o maior crescimento populacional dos Estados Unidos, com um aumento de 109,1%.